# Elecciones federales de Alemania de 1881
Las elecciones parlamentarias de Alemania de 1881 se llevaron a cabo el 27 de octubre de 1881.  El Partido del Centro se convirtió en el partido más grande en el Reichstag, con 100 de los 397 escaños, mientras que el Partido Nacional Liberal, que anteriormente había sido el partido más grande, se redujo a 45 escaños. La participación electoral fue del 56,3%.

## Resultados
| #  | Partido político    | Votos     | % de votos válidos | Escaños | Variación (escaños) |
| -- | ------------------- | --------- | ------------------ | ------- | ------------------- |
| 1  | Zentrum             | 1.177.033 | 23.1%              | 100     | +6                  |
| 2  | KP                  | 776.436   | 15.2%              | 50      | -9                  |
| 3  | DFP                 | 645.851   | 12.7%              | 58      | +32                 |
| 4  | NLP                 | 617.752   | 12.1%              | 45      | -52                 |
| 5  | LV                  | 450.166   | 8.8%               | 48      | Nuevo               |
| 6  | DRP                 | 382.149   | 7.5%               | 27      | -30                 |
| 7  | SPD                 | 311.961   | 6.1%               | 13      | +4                  |
| 8  | PP                  | 200.734   | 3.9%               | 18      | +4                  |
| 9  | ELP                 | 156.707   | 3.1%               | 15      | =                   |
| 10 | DVP                 | 103.665   | 2.0%               | 9       | +6                  |
| 11 | DHP                 | 86.704    | 1.7%               | 10      | =                   |
| 12 | Otros partidos      | 188.602   | 3.7%               | 4       |                     |
|    | Votos nulos/blancos | 20.572    | -                  | -       | -                   |
|    | Total               | 5.118.332 | 100.0%             | 397     | =                   |

Fuente: Wahlen in Deutschland